# 오영일 (배우)
오영일(吳英一, 본명: 김복현(金復鉉), 1946년 5월 13일~2020년 2월 29일)은 대한민국의 배우였던 영화인이었다.
9세 때였던 1954년, 김복현 본명으로써 어약선 감독의 영화 《창수 만세》의 조연(김창수 역)을 밟으면서 아역 배우로 처음 데뷔하고, 1956년 영화 《마의태자》에는 단역(9세 어린 시절의 마의태자 김일 역)하였으며, 이후 1957년 조긍하 감독의 영화 《황진이》의 단역(문 판서 손주 문형섭 역)으로 커리어를 점점 축적한 그는, 1957년 HCKZ TV(대한방송)의 8·15 광복 12주년 특집 TV 드라마 《산바람 강바람》의 단역(추복현 역)으로 잠시 브라운관에 나들이를 한 그는, 1965년 김기덕 감독의 영화 《용사는 살아있다》의 단역(육군 이등병 하제신 역)으로 일단 재기의 도장을 찍으면서, 1967년 김기덕 감독의 영화 《원죄》의 주연(오영일 역)으로 하여금, 영화 본격 데뷔작의 신고식까지 치르었으며, 이때 이 영화 작품의 극중 배역 이름인 오영일을 예명으로 사용하였다. 1971년 은퇴 이후 군대 복무를 마치고 나서 1978년에 미국 일리노이 주 시카고로 이민하였다. 이후 1986년에 미국 텍사스 주 오스틴으로 재차 이사하였다.

## 연기 활동

### 영화
- 1954년 《창수 만세》 ... 김창수 역(조연)
- 1956년 《마의태자》 ... 만8세 어린 시절의 마의태자 김일 역(단역)
- 1957년 《황진이》 ... 문 판서 손주 문형섭 역(단역)
- 1965년 《용사는 살아있다》 ... 육군 이등병 하제신 역(단역)
- 1967년 《원죄》 ... 오영일 역(주연)
- 1967년 《대괴수 용가리》
- 1967년 《잃어버린 사람들》

### 텔레비전 드라마
- 1957년 대한방송 《산바람 강바람》 ... 추복현 역(단역)
- 1969년 서울중앙방송 《녹슬은 단검》
- 1969년 서울중앙방송 《섬마을 선생》
- 1970년 서울중앙방송 《햇빛 쏟아지는 거리》
- 1971년 문화방송 《아버지》

## 수상
- 1967년 청룡영화상 신인상 (원죄)
- 1968년 백상예술대상 남자 신인연기상 (잃어버린 사람들)